# Brug 1230
Brug 1230 is een bouwkundig kunstwerk in Amsterdam-Zuidoost.
Deze brug werd aangelegd rond 2010 in het kader van een herinrichting van het Bijlmerpark (na 2014 Nelson Mandelapark geheten. Aan de noordkant van het park werden ook de waterwegen destijds verlegd en daarbij werd grond weggegraven bij een hoek tussen twee waterwegen. Er ontstond een eilandje in het Gulden Kruispad; een voet- en fietspad dat zich al slingerend een weg baant door Zuidoost (ongeveer van de Holterbergweg tot aan de Weespertrekvaart). 
De herinrichting vond plaats onder leiding van Francine Houben van Mecanoo en zij ontwierp nieuwe bruggen alsmede toegangen tot het park. Deze twee objectsoorten kregen dan ook eenzelfde uiterlijk met metalen raamwerken waarin lintmotieven. 
<<< · 1201 · 1207 · 1208 · 1209 · 1210 · 1211 · 1212 · 1213 · 1216 · 1217 · 1218 · 1219 · 1220 · 1221 · 1223 · 1224 · 1230 · 1231 · 1246 · 1259 · 1260 · 1261 · 1263 · 1264 · 1265 · 1266 · 1267 · 1268 · 1269 · 1270 · >>>
Brugnummers 1200, brug 1202 (Ouder-Amstel), 1203-1206, 1214, 1215, 1222, 1225-1229, 1232-1245, 1247-1258, 1262 en 1271-1299 zijn niet (meer) in gebruik.